# خزان نفط

رسم توضيحي لخزان نفط وغاز في الطبقات الأرضية. أزرق: ماء، أسود: نفط ، بنفسجي: غاز.

خزانات النفط أو مكامن النفط هي تشكيلات جيولوجية طبيعية تحت أرضية قادرة على اختزان النفط.
يمكن التمييز بين خزّانات النفط التقليدي، وهي تشكيلات جيولوجية طبيعية في باطن الأرض ذات نفاذية ضئيلة يتجمع فيها النفط والغاز ويبقى محتجزا فيها؛ وبين خزّانات النفط غير التقليدي التي تكون على شكل طبقات أرضية حجرية ذات مسامية مرتفعة بشكل تكون قادرةً فيها على اختزان النفط داخلها.
يوجد النفط الخام عادة في الخزّان تحت سطح الأرض برفقة الغاز الطبيعي، الذي يشكّل ما يعرف باسم «الغطاء الغازي» فوق السائل النفطي؛ في حين أنّ الماء المالح عادةً ما يوجد أسفله لأن كثافته أعلى من كثافة النفط.

## النفط التقليدي
هناك ثلاثة عوامل جيولوجية من الضروري توفّرها لتشكيل خزّانات نفطية تحت سطح الأرض، وهي:
1. وجود صخور مصدرية غنية بالهيدروكربونات في أعماق مناسبة تحت سطح الأرض بحيث تكون الحرارة الأرضية كافية لتشكّل النفط.[ْ 1] تشكل النفط من غابات كثيفة كانت تشغل بعض الأماكن على وجه الأرض وغطتها طبقات أرضية بفعل عوامل التعرية وتحللت وتحولت إلى نفط خلال فترات جيولوجية تعود من 100 إلى 400 مليون سنة (ما بين العصر الديفوني والعصر الطباشيري، وكان الضغط والحرارة والكائنات الدقيقة من عوامل تكوين النفط.
2. وجود صخور مسامية ونفوذة تمكّن من تخزين النفط
3. وجود صخور غطائية تحجب تسرّب النفط.[ْ 2]

## هجرة النفط

الشكل 2:
1-منطقة مصدر النفط.
2-الهجرة من المصدر والتسرب إلى الخزان ،
3-الخزان و تعلوه طبقة غير مسامية لاحقة حاجزة.
4-الختم ، طبقة رسوبية لاحقة غير مسامية.
5-تراكم النفط.
6-تسرب النفط.
7-السطح.

والمرجح أن البترول والغاز الطبيعي لم يتكونا في الصخور التي يوجدان فيها، بل إليها هاجرا؛ ذلك لأن صخور المكامن تتميز بالنفاذية والمسامية التي لا تساعد على حفظ المواد العضوية التي يتكون منها البترول، إذ تتلف هذه المواد بفعل الأكسدة الناتجة عن نفاذية صخور المكمن ووصول الأكسجين إليها. ولكن طمرها تحت ظروف عوامل التعرية الطبيعية بطبقات سميكة من الرسوبيات الغير نفاذة تساعد على حفظ النفط والغاز من الأكسدة. ومن ثم فإن البترول الذي نجده في أيامنا هذه لابد أن يكون قد هاجر من بيئة صخور المصدر السامية إلى صخور المكمن الغير نفاذة.
في الشكل 2: الطبقة الأرضية الصفراء (2)و (3) طبقة مسامية أمكن للنفط تخللها والارتفاع فيها. ثم تراكمت عليها طبقة غير مسامية عبر زمن طويل (مئات ملايين السنين) واحتجزتها. وفي حالتنا هذه حدث تصدع في طبقات الأرض عبر خط التصدع الأسود المائل، فاحتـُجز جزء من النفط والغاز في (5)(أحمر). ولكن التسرب وصل إيضا إلى الطبقة الصفراء (6)، فالطبقة الأرضية الصفراء «متشربة» بالنفط، وهي مقاربة للوصول إلى السطح كما نرى.
- خزانات نفط؛ طبقة المنشأ مسامية (أصفر) , (أخضر) : طبقة طينية غير مسامية, (أحمر ): النفط والغاز

خزانات نفط؛ طبقة المنشأ مسامية (أصفر), (أخضر) : طبقة طينية غير مسامية, (أحمر): النفط والغاز
خزان في طية محدبة
خزان محتجز بسبب  تصدع
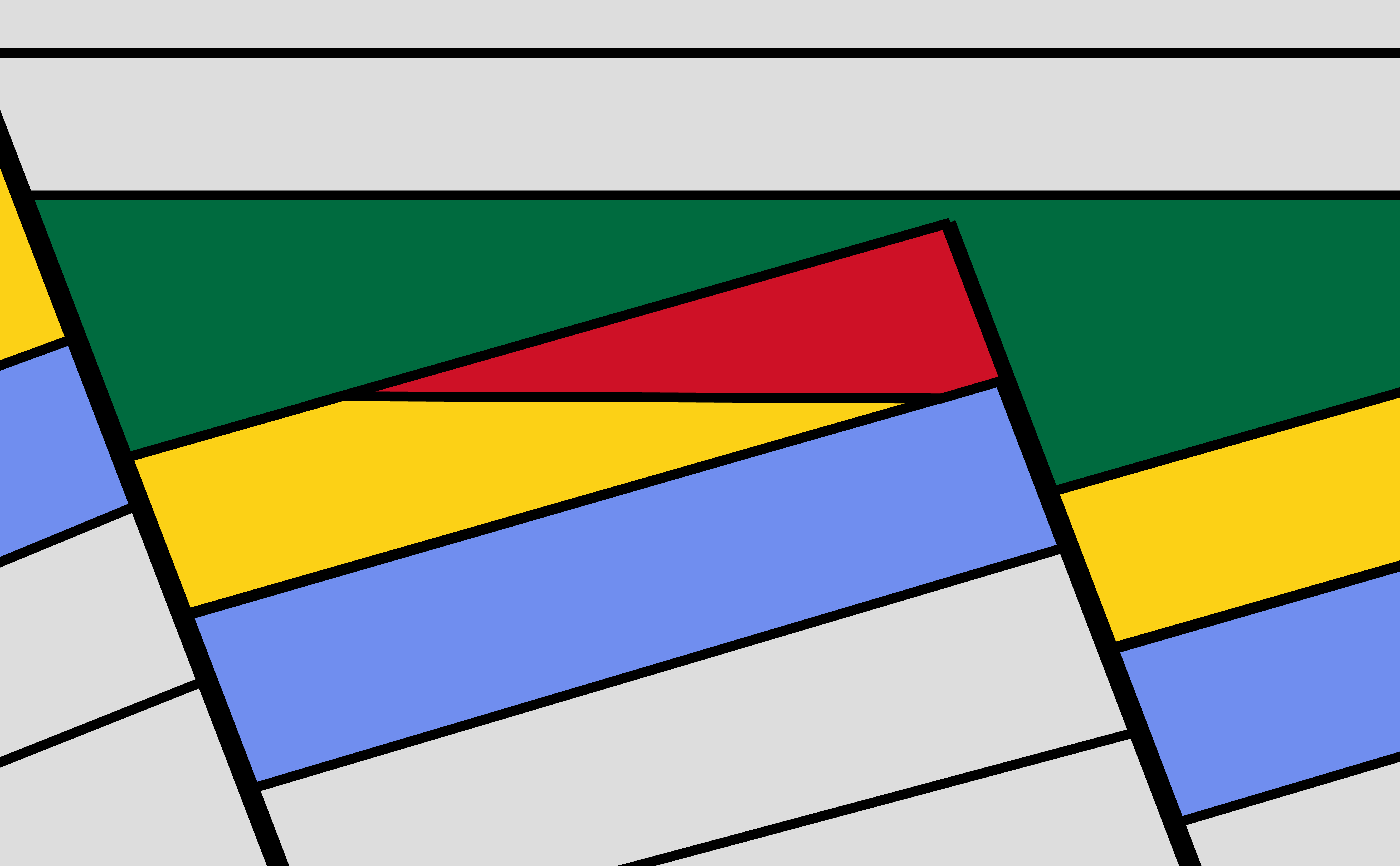
خزان في طبقة مائلة بين تصدعين يعلوها طبقة حجر طيني غير نفاذة (أخضر)

## وجود البترول والغاز
ولا شك أن وجود البترول والغاز في الطبقات العليا للمصائد التركيبية أو الطبقية يؤكد الهجرة الرأسية والجانبية للخامات، كما أن الرشح البترولي يؤكد حركة الزيت من أعماق كبيرة إلى سطح الأرض. نلاحظ كذلك وجود البترول والغاز والماء في صخور المكمن المسامية والمنفذة في ترتيب طبقي طبقا للثقل النوعي للماء والغاز، فيكون الماء أسفلها والغاز أعلاها، ما يدل على حرية حركتها رأسيا وأفقيا. ومن ناحية أخرى فإن وجود البترول في بعض الحالات القليلة في صخور نارية أو متحولة يؤكد هجرته إلى مثل هذه الصخور، إذ من المستحيل عمليا أن يتكون البترول في تلك الصخور التي تخلو تماما من الكائنات العضوية.
- صخر المنشأ (صخور المصدر): هي الصخور الرسوبية التي تكون فيها النفط أصلاً من أشجار وغابات كثيفة في الماضي السحيق،
- صخر الخزان: هي الصخور التي يوجد فيها النفط ويختزن بداخلها.
- المهاجرة أولية: هجرة النفط وانتقاله من صخور المصدر إلى صخور الخزان.
- المهاجرة ثانوية: حركة النفط داخل صخور الخزان.

- العوامل التي تساعد على هجرة النفط:
1. انخفاض مسامية الرواسب الحاملة للنفط.
2. اختلاف الضغط الناشئ عن الحركات الأرضية.
3. الضغط الشديد الذي يولده الغاز الطبيعي فوق النفط.
4. الخاصية الشعرية.

== الأدلة التي تؤيد هجرة 
1. وجود النفط دائمًا في صخور الحجر الرملي والجيري.
2. وجود النفط بكميات قليلة في الصخور النارية.

## عوامل تجمع النفط

تسرب زيت النفط والغاز (أحمر) إلى أعلى الطبقة المسامية تاركين تحتهما تجمع الماء (أزرق).

1. وجود صخور ذات مسامية عالية لتجمع كمية كبيرة ونفاذية عالية لتسمح للنفط بالتحرك فيها كالحجر الرملي والجيري والكونجلوميرات المسامي والتي تسمى (خزانات النفط الصخرية).
2. وجود صخور صماء غير مسامية تمنع حركة النفط للأعلى كالطفل والأنهيدريت والجبس والطين الصفحي وبعض الصخور الملحية والنارية التي تسمى (صخور الغطاء).
3. لابد أن تكون الخزانات ذات مواصفات تركيبية خاصة تعمل على منع النفط من الحركة في أي اتجاه.

## المصائد النفطية
- المصائد النفطية (المحابس): صخور ذات مواصفات تركيبية خاصة تعمل على منع النفط من الحركة في أي اتجاه.
- مصيدة القبة الملحية: يعمل اندفاع وانسياب الملح الصخري غير المنفذ إلى أعلى على تجمع النفط.
- المصيدة الصدعية: ينشأ عن تصدع الصخور تقابل صخر منفذ بآخر غير منفذ مما يمنع حركة النفط.
- المصيدة الطبقية: تنشأ عن ترسب طبقة من الرمال بداخل طبقة سميكة من الطين الصفحي فيتجمع النفط.
- مصائد نفطية أخرى: مصائد تركيبية، مصائد ترسيبية، مصائد الصخور المرجانية.
- أكثر المصائد شيوعًا في الخليج العربي: مصائد الطية المحدبة ومصائد القباب.

## العوامل التي تتوقف عليها كميات النفط داخل الخزان

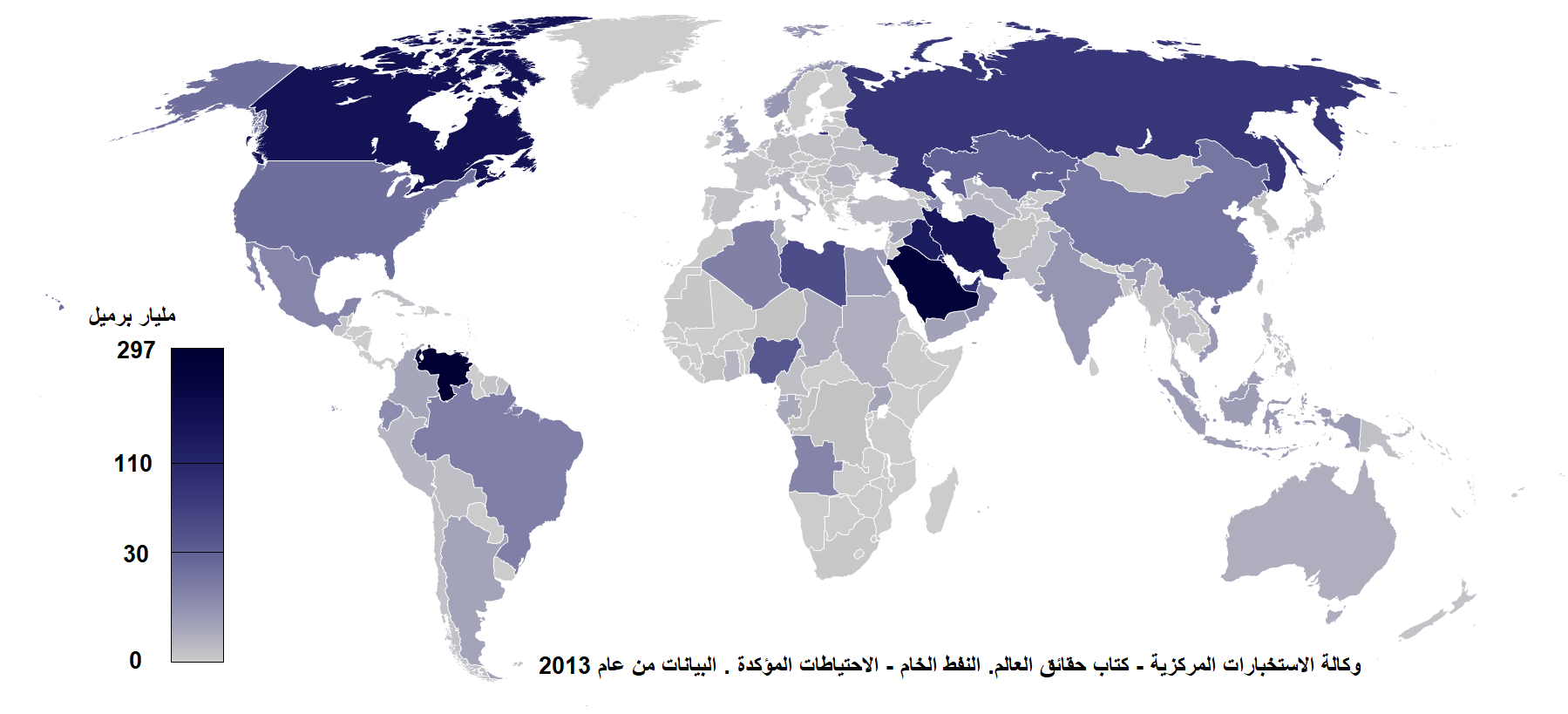
توزيع احتياطيات النفط في العالم مقدّرة سنة 2013، ومن ضمنها المصادر غير التقليدية مثل النفط الخام الثقيل والنفط الرملي.

- وجود الغابات الكثيفة في العصور القديمة في المنطقة، التي تحولت إلى نفط بمرور ملايين السنين تحت الأرض.
- نوعية صخور الخزان.
- وجود التراكيب الجيولوجية المناسبة لتجمع النفط.
- وجود أكثر من خزان للنفط في الطبقات الحاملة له على أعماق مختلفة.

## خزان منتجات النفط

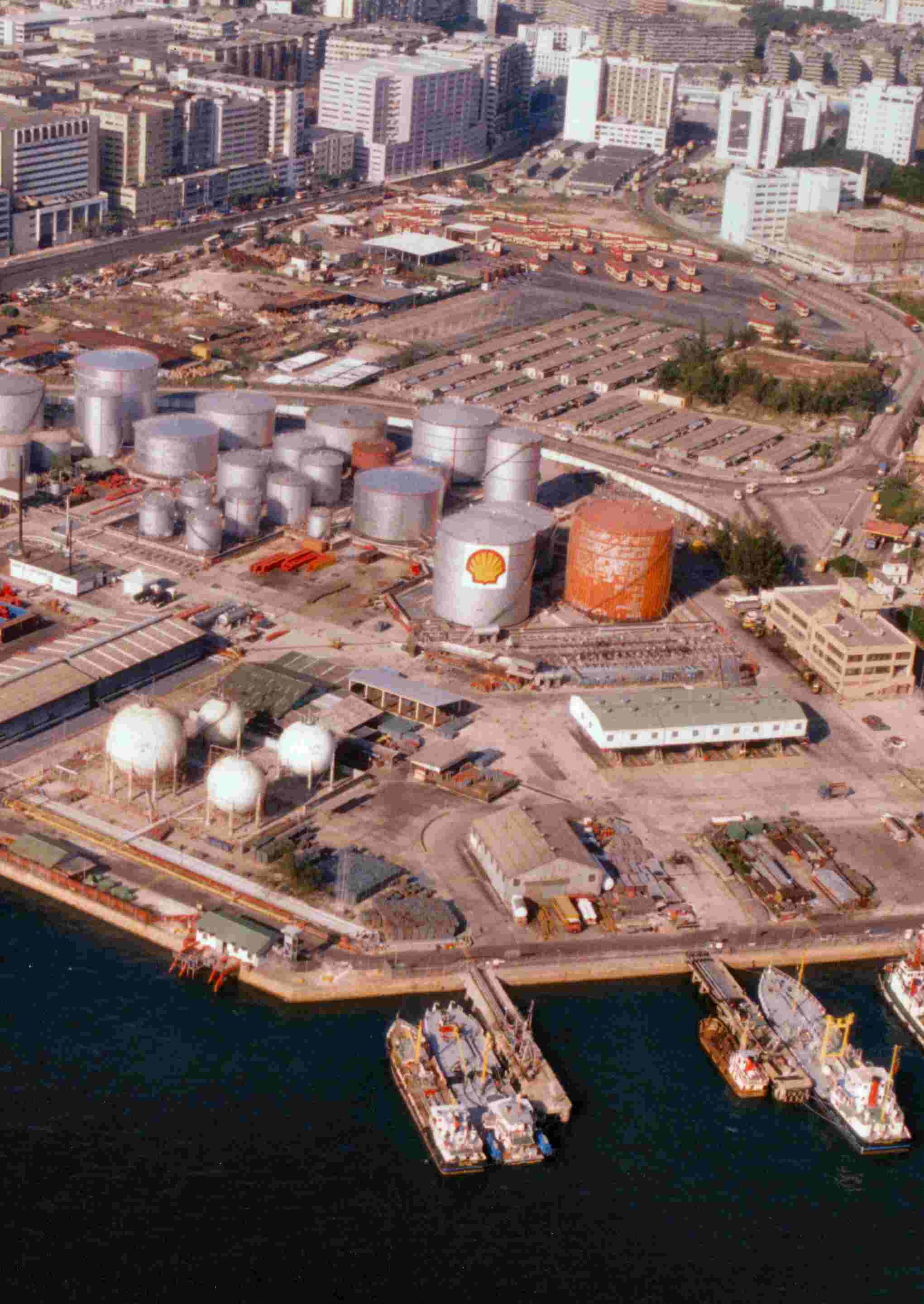
مستودع نفط في كولون, هونغ كونغ

مستودع النفط هي منشأة بها كذا خزان تخزين نفط أو مواد بتروكيماوية لغرض تحميله أو توزيعه أو تصديره لاحقا.
هذا الخزان (كالذي في الصورة في هونغ كونغ) يسمى أيضا صهريج.